# Homodes irretita
Homodes irretita là một loài bướm đêm trong họ Noctuidae.